# Capillipes
Capillipes — рід грибів родини Helotiaceae. Назва вперше опублікована 1956 року.

## Класифікація
До роду Capillipes відносять 2 види:
- Capillipes cavorum
- Capillipes kalameesii